# Gnidia robusta
Gnidia robusta är en tibastväxtart som beskrevs av B. Peterson. Gnidia robusta ingår i släktet Gnidia och familjen tibastväxter. Inga underarter finns listade i Catalogue of Life.